# Rio Fer-a-Cheval
O rio Fer à Cheval é um rio do Haiti, localizado no departamento do Centro.
O rio nasce na Cadeia de Trou d'Eau, tem seu trajeto dentro do arrondissement de Mirebalais e desemboca no rio Artibonite.